# Emlingen
Emlingen je občina v departmaju Haut-Rhin francoske regije Alzacija.
Leta 1990 je v občini živelo 227 oseb oz. 94 oseb/km².